# Богородское (Галичский район)
Богородское — село в составе Дмитриевского сельского поселения Галичского района Костромской области России.

## География
Село расположено у реки Челсма.

## История
Согласно Спискам населённых мест Российской империи в 1872 году село относилось к 1 стану Галичского уезда Костромской губернии. В нём числилось 11 дворов, проживало 33 мужчины и 32 женщины. В селе имелась православная церковь.
Согласно переписи населения 1897 года в селе проживало 42 человека (16 мужчин и 26 женщин).
Согласно Списку населённых мест Костромской губернии в 1907 году село относилось к Фоминской казённой волости Галичского уезда Костромской губернии. По сведениям волостного правления за 1907 год в селе числилось 7 крестьянских дворов и 27 жителей. В селе имелась ветряная мельница. Основным занятием жителей была работа малярами.
До 2010 года деревня относилась к Челменскому сельскому поселению.